# Фъстък
 Тази статия е за вида растения.  За рода вижте Фъстък (род).  
Фъстъкът (на латински: Arachis hypogaea) е вид едногодишно тревисто растение от едноименния род (Arachis) от семейство Бобови. Фъстъци се наричат и ядливите семена на растението.

## Значение
Фъстъците са ценна маслодайна култура. В семената се акумулират 47 – 54% мазнини с много високо качество, белтъчини (20 – 37%) и въглехидрати. Те са богати на витамин В1, В3, Е и цинк. Витамин В3 влияе позитивно върху нервната система. Като мощен антиоксидант витамин Е спомага за предотвратяване на сърдечносъдови заболявания и рак. Цинкът има ключова роля в изграждането на протеините и за обновяване на тъканите.
Фъстъченото олио се приближава по качество до маслиновото и в консервната промишленост се предпочита пред слънчогледовото. При редица народи фъстъченото олио се явява основно при храненето.
Популярен продукт е фъстъчена паста, приготвяна от смлени печени фъстъци, и наричана фъстъчено масло. Фъстъците са отлична храна и като ядки (печени, осолени или подсладени). Препоръчва се да се консумират след тежки заболявания и при силна анемия. Нормализира дейността на жлезите с вътрешна секреция.
Кюспето от фъстъци, получено след екстрахиране на олиото, е ценен концентриран фураж. Стъблата и листата след прибирането се приемат с охота от животните и по хранителна стойност се изравняват с люцерновото сено.
Като бобово растение, фъстъците имат важно агротехническо значение – те обогатяват почвата с азот и са отличен предшественик за зърнено-житните и окопните култури.

## Произход и разпространение
Фъстъците произхождат от Южна Америка. Като естествен център на възникването на вида се счита регионът между 10 и 28° на изток от Андите (Бразилия, Уругвай, Парагвай, Боливия). Преди повече от 3500 години инките са ги използвали при погребения. Те са слагали фъстъци при мъртвите като храна, която да вземат в отвъдния свят.
В Европа са пренесени от Азия, откъдето произлиза и първоначалното им наименование „китайски орех“. Някои източници смятат, че в Европа са пренесени директно от Америка и че главна заслуга за това имат португалските мореплаватели.
Общата площ на фъстъците нараства значително (3-кратно) през периода от 1939 г. до 80-те години на 20 век – от 70 млн. декара на над 200 млн. декара. 50% от площта им е в Азия (най-вече Индия и Китай), следвана от Африка, а Европа е на последно място с около 100 хил. декара – съсредоточени във Франция, Португалия, Испания и Италия. Рекордьор по отношение на добива е Испания (средно 300 kg на декар), на следващо място е Мароко (260 kg на декар), а на трето Египет (180 kg на декар).

## Систематика
Културният вид фъстък Arachis hipogeae се дели на 3 подвида: ssp. australiamericana (южноамерикански фъстък), ssp. asiatica (азиатски фъстък) и ssp. vulgaris (обикновен фъстък). Първите два подвида са разпространени в Бразилия, Перу, Боливия, Колумбия, Индия, Китай, Индонезия и африканските страни. Те са с много дълъг вегетационен период. Последният подвид е разпространен най-вече в европейските страни и се характеризира с по-къс вегетационен период и по-малки изисквания.
При отделните подвидове са известни десетки сортове фъстъци.

## В България
Фъстъците са нова култура за българското земеделие. Първите сведения се отнасят към 1896 г. През 1926 г. фъстъци за пръв път са регистрирани като култура в статистиката, но практическо значение културата има от 1930 г. От началото на Втората световна война до края на 1980-те площта им е доста постоянна – 30 – 40 хил. декара, но през 1991 г. достига своя пик от 150 хил. декара, което нарежда маслодайната култура на второ място след слънчогледа.
В цялата страна има не повече от 15 хил. декара, като основните площи са в областта на гр. Садово. Като цяло производството е съсредоточено главно в 2 региона – Пловдивски и Благоевградски. Добивите в България са пряко свързани с условията на годината и варират между 100 и 150 kg на декар. Площите не надхвърлят 30 – 40 хил. декара.
От 2004 г. се чества Ден на фъстъка в гр. Садово. Всяка последна събота на март се провежда национален конкурс за най-добър производител на фъстъци и се организират празненства.
Повечето отглеждани в България сортове фъстъци спадат към типа Валенсия.
В страната има Институт по растителни генетични ресурси „К. Малков“, гр. Садово, където се създават различни сортове фъстъци. Сред най-използваните в местното земеделие са „Кремена“, „Калина“, „Росица“, „Орфей“ и „Садово 2609“. Те зреят рано, устойчиви са на гъбни болести и карбонатна хлороза и имат добри вкусови качества. Държавния университет в Ню Мексико, САЩ, е направил проучване на генетичното разнообразие в световната колекция от тип Валенция, което е установило, че българските сортове и линии представляват отделна самостоятелна група.

## Морфологични особености
- Коренова система: Съставена е от главен корен и множество странични разклонения. Главният корен прониква на дълбочина 1,5 m, но основната коренова маса е съсредоточена в слоя 0 – 30 cm. По корените се образуват грудки, в които живеят строго специализираните за културата грудкови бактерии.

- Стъбло: Височината му за отглежданите в България сортове е 50 – 80 cm. То обикновено е закръглено, с възли и междувъзлия. То се разклонява в основата, има зелена или антоцианова окраска и окосмена повърхност.

- Листа: Листата са чифтоперести, прикрепени към дръжки. Дължината на листа е 4 – 7 cm, има елипсовидна или обратно сърцевидна форма. Горната страна на листа е гладка, а долната е грапава и покрита с власинки.

- Цвят: Цветовете са разположени в групи по 2 – 7 бр., излизат от пазвите на листата и са на къси дръжки. Устройството е характерното за бобовите култури. Венчето е жълто-оранжево.

- Плод: Той е цилиндрична чушка – по-слабо или по-силно прищипната, без вътрешни прегради. Плодната обвивка е черупка, отвън прошарена с мрежа от проводящи тъкани, отвътре е покрита с нежна бяла кожица. Най-често съдържа 3 – 4 семена.

- Семе: Има продълговато овална или бъбрековидна форма. Покрито е с бледорозова до червена семенна обвивка. Абсолютната маса варира от 300 до 700 г.

## Биологични изисквания
- Към топлината: Предявява високи изисквания. Биологичен минимум 15 °С, а оптимимът за поникване е 20 °С. Оптималната температура за развитие е 22 – 28 °С. Изискват обща температурна сума до узряването 3500 °C, което ограничава отглеждането на културата да става само в топли райони.

- Към влагата: За да покълнат семената поглъщат вода, равна на 120% от теглото им, а за развитието си културата се нуждае от оптимално овлажняване на почвата. Затова се отглеждат обикновено при поливни условия.

- Към светлината: Фъстъците са растения на късия ден. Те не понасят засенчване. Ето защо борбата с плевелите е важен елемент от правилната агротехника.

- Към почвата: Фъстъците изискват рохкави, топли, наносни и светли почви. Богатите и тежки почви засилват вегетационния растеж и причиняват намаляване на добивите и деформиране на плодовете. Фъстъците не понасят вкисляване, засоляване и заблатяване на почвата.

## Отглеждане

### Особености в растежа и развитието
- Фъстъците са култура с дълъг вегетационен период (за България 150 – 160 дни). След поникване до бутонизация те се развиват бавно, след бутонизация настъпва ускорен растеж – 1,5 – 2 cm дневно, а максимумът е по време на цъфтежа.
- Най-специфична особеност от развитието е периода на цъфтежа и след него.
  - Цъфтежът започва 30 – 40 дни след поникването и продължава до прибирането. Цветовете се отварят рано сутрин и до вечерта прецъфтяват.
  - Опрашването е собствено и много често се извършва преди разтваряне на цветовете. Установява се и малък процент чуждо опрашване.
  - След прецъфтяването, намиращото се между цвета и цветната дръжка образувание, наречено гинофор, силно се удължава, извива се надолу и се забива в почвата. На върха си това образование носи оплодената семепъпка, от която започва образуването на плода и семената. Ако гинофорът не се забие в почвата, плод не се образува. Това налага особени грижи (загърляне на растенията за издигане на терена).

### Място в сеитбообращението
Най-подходящ предшественик на фъстъците са зърнено-житните култури със слята повърхност (пшеница, ечемик и др.). В поливните райони се допуска и отглеждане на фъстъци след памук, но при строго спазване на агротехниката.

### Обработка на почвата
- Основна – оран на дълбочина 28 – 35 см веднага след почистване на полето от следжътвените остатъци и торене с фосфорен тор;
- Предсеитбена – култивиране с брануване, като броят на обработките следва да се редуцира за запазване на почвената влага.
- Вегетационна – окопаване чрез култивиране, както и загърляне в подходящия срок.

### Торене
Оптималната азотна норма за условията на България е N6 – 8. Препоръчва се тя да се дава двукратно – предсеитбено и като подхранване по време на вегетацията.
Оптималната фосфорна норма е Р8 – 10. Внасянето на фосфорния тор става преди основната обработка на почвата.
Използването на оборски тор не се препоръчва поради причини от фитосанитарен характер.

### Сеитба
- Семена – за сеитба се използва автентичен семенен материал; семената се съхраняват с черупките (като плод) в сухи и проветриви помещения; лющенето става преди извършване на сеитбата;
- Време – оптималният срок за Пловдивски и Благоевградски райони е края на април – началото на май.
- Начин – Препоръчва се междуредово разстояние 70 см и вътрередово разстояние 10 – 15 см за планирана гъстота на посева 8 – 10 хил. растения на 1 дка. За сеитба се използват пневматични сеялки. Необходимото количество семена за 1 дка е 8 – 10 кг. Дълбочината на сеитба е 7 – 10 см за леки и 5 – 6 см за по-тежки почви.

### Грижи през вегетацията
- Борбата с почвената кора става с леки плевелни брани. Тя се налага и като стартова борба с плевелите, тъй като фъстъците са култура с бавен начален темп на развитие и са чувствителни на засенчване. Контрол върху плевелите се извършва и чрез използване на хербициди.
- Загърляне. Провежда се с тракторни култиватори, на които се поставят огърлячи. Това е задължителна практика, свързана с особеностите на растежа и развитието на културата. Извършва се няколкократно и започва в началото на цъфтежа.
- Напояване. Тъй като фъстъците се отглеждат в най-засушливите райони на България, напояването е практика с висок ефект.

### Прибиране и съхранение
Извършва се на 3 етапа: механизирано подразване на корените с нож-скоба; ръчно обръщане на растенията и подреждането им на редове; ръчно или механизирано отделяне на плодовете след изсъхването им. След това съхраняването им става в закрити и сухи помещения.

## Съхранение
Полезните качества и свойства на фъстъците са изключително многообразни, но само ако са правилно съхранени. Поради съдържанието на мазнини, те трябва да се държат на прохладно и сухо място. Ако са опаковани, то не трябва да се допуска проникването на светлина и топлина, защото фъстъците се нагряват и са предразположени към гранясване. Гъбичките, които се образуват, се наричат Aspergillus fungus и спомагат за отделянето на афлатоксини. Те от своя страна причиняват рак на черния дроб и потискат имунната система.